# Оук-Гроув (округ Лаудун, Вірджинія)
Оук-Гроув (англ. Oak Grove) — переписна місцевість (CDP) в США, в окрузі Лаудун штату Вірджинія. Населення — 2452 особи (2020).

## Географія
Оук-Гроув розташований за координатами 38°59′0″ пн. ш. 77°24′55″ зх. д. / 38.98333° пн. ш. 77.41528° зх. д. (38.983326, -77.415338).  За даними Бюро перепису населення США в 2010 році переписна місцевість мала площу 3,05 км², з яких 3,04 км² — суходіл та 0,01 км² — водойми.

## Демографія
Згідно з переписом 2010 року, у переписній місцевості мешкало 1777 осіб у 525 домогосподарствах у складі 397 родин. Густота населення становила 584 особи/км².  Було 540 помешкань (177/км²).
Расовий склад населення:
| - 45,7 % — азіатів - 29,3 % — білих - 12,3 % — чорних або афроамериканців - 0,6 % — вихідців з тихоокеанських островів - 0,6 % — корінних американців - 7,1 % — осіб інших рас |

До двох чи більше рас належало 4,4 %. Частка іспаномовних становила 15,2 % від усіх жителів.
За віковим діапазоном населення розподілялося таким чином: 27,7 % — особи молодші 18 років, 68,7 % — особи у віці 18—64 років, 3,6 % — особи у віці 65 років та старші. Медіана віку мешканця становила 32,1 року. На 100 осіб жіночої статі у переписній місцевості припадало 105,7 чоловіків;  на 100 жінок у віці від 18 років та старших — 100,2 чоловіків також старших 18 років.
Середній дохід на одне домашнє господарство  становив 117 591 долар США (медіана — 86 989), а середній дохід на одну сім'ю — 117 104 долари (медіана — 93 444). За межею бідності перебувало 1,4 % осіб, у тому числі 0,0 % дітей у віці до 18 років та 0,0 % осіб у віці 65 років та старших.
Цивільне працевлаштоване населення становило 1104 особи. Основні галузі зайнятості: транспорт — 18,7 %, науковці, спеціалісти, менеджери — 12,3 %, мистецтво, розваги та відпочинок — 12,2 %, інформація — 12,1 %.